# Tapak Moge
Tapak Moge is een bestuurslaag in het regentschap Aceh Tengah van de provincie Atjeh, Indonesië. Tapak Moge telt 274 inwoners (volkstelling 2010).